# Курганское высшее военно-политическое авиационное училище
Курганское высшее военно-политическое авиационное училище (КВВПАУ) — бывшее высшее учебное заведение Вооружённых Сил СССР в городе Курган. Было основано в 1967 г. Осуществляло подготовку офицеров-политработников для Военно-воздушных сил СССР. В 1992 г. на его базе было образовано Курганское военное авиационно-техническое училище, а в 1994 г. прошёл последний выпуск офицеров с высшим образованием. Место дислокации: РСФСР, Курганская область, город Курган, Советский район, посёлок Увал.

## История училища
Постановлением Центрального комитета КПСС от 21 января 1967 года «О мерах по улучшению партийно-политической работы в Советской Армии и Военно-Морском флоте» вводится институт заместителей командиров рот, батарей, эскадрилий по политической части. В связи с этим для подготовки политработников с учётом специфики родов войск Вооружённых Сил СССР в марте — июне 1967 года было образовано 8 военно-политических училищ, а к концу 1980-х годов в Советском Союзе было уже 11 высших военно-политических училищ, а также одно высшее политическое училище МВД СССР и одно высшее пограничное политическое училище КГБ СССР.
Приказом Министра обороны СССР № 063 от 13 марта 1967 г. и директивой Генерального штаба Вооружённых Сил СССР от 22 апреля 1967 г. местом дислокации военно-политического авиационного училища определён город Курган.
Такое решение стало символичным для продолжения авиационных традиций истории Кургана. В годы Великой Отечественной войны на территории Курганского аэропорта гражданского воздушного флота (ГВФ) базировалась сформированная в конце 1940 года 73-я учебная эскадрилья ГВФ (с 1943 года — Курганская авиационная школа пилотов ГВФ). Школа подготовила свыше 1000 пилотов для пополнения летного состава Военно-воздушных сил РККА. За самоотверженный труд в тылу и работу по подготовке пилотов весь постоянный состав Курганского аэропорта и Курганской авиашколы награждён медалями «За доблестный труд в Великой Отечественной войне» и «За победу над Германией».
Звания Героя Советского Союза  удостоены лётчик-инструктор 73-й учебной эскадрильи, командир эскадрильи 15-го ночного бомбардировочного авиаполка майор Тимофей Ковалёв, выпускники 73-й учебной эскадрильи командир эскадрильи 76-й гвардейского штурмового авиаполка гвардии капитан Николай Мартьянов и командир батареи 241-го гвардейского стрелкового полка гвардии лейтенант Арсений Пугачёв. Дважды удостоен звания Герой Социалистического Труда летчик-инструктор 73-й учебной эскадрильи Николай Кузнецов. Звания Герой Социалистического Труда удостоен летчик-инструктор 73-й учебной эскадрильи Александр Барышников. В 1947 году Курганская авиационная школа пилотов ГВФ была расформирована, а основная часть имущества и личный состав стали основой для вновь созданного Троицкого авиационно-технического училища ГВФ.
На основании Указа Президиума Верховного Совета СССР 20 апреля 1968 года училищу было вручено Боевое Знамя. Приказом Министра обороны СССР был установлен годовой праздник, считающийся днем основания училища — День части — 1 мая.
31 июля 1971 года в историю КВВПАУ вошел как день первого выпуска офицеров-политработников. Воинское звание лейтенанта было присвоено 174 выпускникам. В торжественном ритуале вручения дипломов и прощания с Боевым Знаменем училища приняли участие член Военного Совета — начальник Политического управления ВВС генерал-лейтенант авиации Н. В. Чугунов, первый заместитель начальника Политического управления УрВО генерал-майор Г. С. Челматкин, Командующий авиацией УрВО генерал-майор авиации И. Ф. Лобарев.
В 1971 году открыто отделение заочного обучения, в 1972 — экстернат. Отделение заочного обучения в 70-е годы возглавляли подполковники Алексей Иванович Демянчук, Дмитрий Трофимович Заикин, Юрий Михайлович Шараборин, Иван Николаевич Белозеров. За успехи в подготовке офицерских кадров в 1972 году училище было награждено Переходящим Красным Знаменем Курганского обкома КПСС и Совета Уральского военного округа.
В 80-е годы КВВПАУ шагнуло далеко вперед и по праву заняло достойное место среди учебных заведений Министерства обороны СССР. На его базе прошло совещание руководящего состава высших военно-политических учебных заведений страны. Оно играло важную роль в общественной жизни города и области. Четырежды коллектив училища награждался Почетной грамотой, переходящим Красным Знаменем ЦК ВЛКСМ, и дважды памятным Красным Знаменем Курганского обкома ВЛКСМ.
В 1994 году КВВПАУ сделало последний 24-й выпуск офицеров. Всего за период своего существования в училище было подготовлено 8 345 офицеров с высшим образованием. Более 500 выпускников вуза за период службы были награждены боевыми правительственными наградами, 8 выпускников вуза получили звание генерал-майора: Б. А. Карпович, В. В. Чебан, С. Д. Савченко, Л. Г. Ивлев, С. В. Фральцев, И. А. Герасимович, В. В Скиба, С. А Васильев. Более ста человек защитили докторские диссертации и получили учёное звание профессора: Кокорин А. А., Чебан В. В., Черепанов В. В., Кряжев Ю. Н., Рассказов Ф. Д., Могутнов В. П., Герасимов Г. И., Чернавин Ю. А.
Приказом министра обороны Российской Федерации № 46 от 26 июня 1992 года на базе КВВПАУ было образовано Курганское военное авиационно-техническое училище (КВАТУ). Командно-преподавательский состав училища был дополнен специалистами 5-х Центральных курсов по подготовке и усовершенствованию авиационных кадров (5-е ЦК ПУАК), (г. Бишкек). Учебная база училища была расширена вооружением, военной техникой, лабораторным оборудованием, тренажёрами, макетами и учебными пособиями упраздненных Калининградского ВАТУ и Рижского ВВАИУ. Распоряжением Правительства Российской Федерации № 976-р от 17 июля 1995 года Курганское ВАТУ подлежало расформированию.
26 декабря 1995 года Постановлением Правительства России № 1259 материальная база училища и основная часть личного состава была передана в ведение Федеральной пограничной службы Российской Федерации и образован Курганский военный авиационный институт Федеральной пограничной службы Российской Федерации. В августе 1996 года учебное заведение переименовано в Курганский военный институт ФПС России. В учебном заведении готовил авиационных специалистов с высшим образованием по четырём инженерным и трем лётным специальностям. В июне 2000 года состоялся первый выпуск офицеров-инженеров, а в 2001 — офицеров-лётчиков и штурманов для авиационных частей ФПС России. В 2002 году институт выпустил офицеров женского пола, как по лётным, так и по инженерным специальностям.
Распоряжением Правительства Российской Федерации от 24 октября 2003 года № 1535-р Курганский военный институт Федеральной пограничной службы Российской федерации переименован в Курганский пограничный институт ФСБ России.  Сегодня институт готовит офицеров для Пограничной службы Федеральной службы безопасности Российской Федерации по направлениям: управление служебно-боевой деятельностью подразделений пограничных органов, пограничный контроль, оперативно-розыскная деятельность оперативных подразделений пограничных органов, управление оперативно-боевой деятельностью подразделений специального назначения органов Федеральной службы безопасности.

## Образование
В училище готовили офицеров-политработников для авиационных частей ВС СССР. Срок обучения 4 года. По окончании училища присваивалось воинское звание лейтенанта, квалификация офицера с высшим военно-политическим образованием и вручался диплом общесоюзного образца. Согласно гражданской специализации присваивалась квалификация по специальности «Учитель истории СССР и обществоведения». В военно-политические училища принимались военнослужащие срочной и сверхсрочной службы, выпускники суворовских и нахимовских училищ, прапорщики и мичманы, а также гражданская молодёжь из числа членов и кандидатов в члены КПСС и комсомольцев, рекомендуемых политорганом или районным (городским) комитетом ВЛКСМ проявивших желание и годных по состоянию здоровья для службы в Вооружённых Силах СССР. За все время существования было сделано 24 выпуска курсантов, 20 выпусков слушателей отделения заочного обучения и 16 выпусков экстерната. Училище окончили 6 802 курсанта, 1 093 офицера отделения заочного обучения и более 450 слушателей экстерната, в том числе по специальности «Социальный педагог, психолог» (за последние четыре года существования училища) было подготовлено 906 курсантов и 187 офицеров заочного обучения.

## Структура училища

### Кафедры
- Марксистско-ленинской философии
- Партийно-политической работы
- Истории КПСС
- Научного коммунизма
- Политической экономии и военной экономики
- Военной педагогики и психологии
- Тыла ВВС
- Связи и РТО ВВС
- Авиационной техники
- Тактики и общевоенных дисциплин
- Иностранных языков
- Физической подготовки и спорта

## Начальники училища
- Тостановский, Владимир Гаврилович — 1967—1974 гг., генерал-майор авиации[10], участник Великой Отечественной войны[11], летчик-штурмовик[12], 70 боевых вылетов[13]. За мужество и героизм, проявленные в боях с немецко-фашистскими захватчиками, награждён орденами Красного Знамени, Красной Звезды, Отечественной войны 1-й степени и медалями: «За победу над Германией в Великой Отечественной войне 1941—1945 гг.», «За взятие Берлина», «За освобождение Праги», «За боевые заслуги». Окончил Московский государственный технический университет им. Н. Э. Баумана, Военно-воздушную Краснознаменную академию, академию Генерального штаба. В 2007 году В.Г Тостановскому исполнилось 85 лет. Несмотря на преклонный возраст Владимир Гаврилович участвует в работе Алуштинской городской организации ветеранов войны[14], занимается патриотическим воспитанием подрастающего поколения[15], публикуется в прессе[16].
- Коробов, Владимир Иванович — 1974—1978 гг., кандидат философских наук, генерал-лейтенант авиации[17], военный летчик 1-го класса.
- Борисов, Александр Васильевич — 1978—1986 гг., генерал-лейтенант авиации. Награждён орденом Красной Звезды и 7 медалями. Окончил Казанское военное авиационно-техническое училище, Саратовский Государственный университет, военно-воздушный факультет орденов Ленина и Октябрьской революции Краснознаменной Военно-политической академии имени В. И. Ленина. С апреля 2005 г. является председателем Совета ветеранов Северного административного округа г. Москвы[18]. Совет объединяет более 110 тысяч ветеранов войны, труда, Вооруженных Сил и правоохранительных органов.
- Однолько, Анатолий Фёдорович — 1986—1989 гг., генерал-майор авиации, Заслуженный военный летчик СССР.
- Безбородов, Николай Максимович — 1989—1994 гг., кандидат исторических наук, генерал-майор авиации, военный летчик 1-го класса, российский военный и политический деятель, депутат Государственной думы первого, второго, третьего и четвёртого созывов.

## Командиры, преподаватели
- Миронов, Владимир Петрович — участник Великой Отечественной войны, прапорщик, начальник библиотеки специальной литературы.
- Лишиленко Пётр Наумович — полковник, начальник кафедры с 1984—1990 г, кандидат исторических наук, доцент.

## Выпускники
- Аверченко, Сергей Николаевич[укр.] 1986 г.в., украинский политик. Народный депутат Верховной Рады Украины VII созыва. Председатель Черниговской областной организации политической партии УДАР (с 2010).
- Батюшко, Стефан Васильевич 1973 г.в., полковник, первый заместитель начальника Главного управления воспитательной работы Министерства обороны Украины (1994 г.). Народный депутат Верховной Рады Украины I созыва.
- Бурега, Валерий Васильевич 1973 г.в., первый проректор — проректор по научно-педагогической работе Донецкого государственного университета управления[19], доктор социологических наук, профессор, академик Академии экономических наук Украины, академик Евразийской академии административных наук, заслуженный работник образования Украины, полковник запаса, председатель Донецкого областного отделения Социологической ассоциации Украины[20]. Награждён 2 орденами и 11 медалями, в том числе знаком отличия президента Украины «Орденом Богдана Хмельницкого» III степени. Автор 10 монографий, 24 учебников и учебно-методических пособий, около 250 научных публикаций в том числе в зарубежных изданиях.
- Быков, Валерий Евгеньевич[21] 1962 г.р., 1984 г.в., 71 классное отделение, взвод капитана А.Сапельникова, командир роты майор Соснин В. Н., командир батальона полковник Федорин В. Н., старший лейтенант ВВС. С октября 1992 года состоял во втором русском добровольческом отряде интервентной роты Вишеградской бригады Дринского корпуса ВРС. Позывной — «Меченый». Получил ранение. Воевал в составе Второго русского добровольческого отряда Подграбского батальона 1-й Романийской бригады, которая дислоцировалась в селе Праче под Пале. В октябре 1993 года в составе Третьего русского добровольческого отряда противотанковой роты Первой Сараевской бригады Сараевско-Романийского корпуса принимал участие в боевых действиях в Сараево (район Еврейского кладбища). Участвовал в обороне сербской Гырбовицы. После окончания танковой школы ВРС в Баня-Луке получил звание поручика ВРС. Погиб в августе 1995 г. в районе Добрыни в Сараево. Похоронен на военном кладбище Дони Милевичи в Сербском Сараево.
- Васильев, Сергей Андреевич 1978 г.в., генерал-майор полиции (ФСКН), заместитель руководителя аппарата Государственного антинаркотического комитета — начальник управления по Приволжскому федеральному округу[22].
- Виницковский, Михаил Григорьевич 1972 г.в., кандидат философских наук, действительный государственный советник Российской Федерации 3 класса. Начальник Центра информации и внешних связей ФАПСИ, помощник руководителя Федеральной службы по финансовому мониторингу, референт Председателя Правительства Российской Федерации, с 2008 по 2015 год — в Администрации Президента Российской Федерации.
- Гайдаржи, Сергей Иванович 1980 г.в., доктор экономических наук, действительный государственный советник Российской Федерации 1 класса, заместитель руководителя аппарата Комитета по собственности Государственной Думы Российской Федерации, руководитель аппарата фракции «Единство» в Государственной Думе РФ, заместитель руководителя Аппарата Государственной Думы Российской Федерации, член Центрального политического совета партии «Единая Россия», директор Департамента по контролю за государственным долгом, финансово-кредитными учреждениями, банковской системой и ЦБ РФ Счетной палаты Российской Федерации, заведующий кафедрой финансового контроля Финансового университета при Правительстве Российской Федерации[23], вице-президент Федерации Бильярдного Спорта России[24], участник боевых действий в Афганистане. Награждён орденом Почёта, медалью ордена «За заслуги перед Отечеством» II степени, медалью «За боевые заслуги».
- Гвоздяный, Вадим Григорьевич[укр.] 1992 г.в. (заочное отделение), подполковник Службы безопасности Украины, участник боевых действий в Афганистане. Награждён медалью «Воину-интернационалисту от благодарного афганского народа». В 1992 −1996 гг. — капитан, майор Службы национальной безопасности Республики Узбекистан, участник боевых действий в ходе Гражданской войны в Таджикистане.
- Герасимович, Иван Анатольевич 1989 г.в., генерал-майор, заместитель Председателя Службы безопасности Украины (с 29 мая 2006 года[25] по 23 декабря 2006 года[26]).
- Дудник, Александр Георгиевич 1983 г.в., проходил службу в подразделениях ОЛ ЗабВО по 1989 г. (уволен в запас), служил в МВД России с 1991 г. по 2007 г., подполковник милиции в отставке, кандидат юридических наук, доцент, автор 2-х монографий, заведующий криминалистической лабораторией факультета права НИУ «Высшая школа экономики» (г. Москва).
- Неверов, Алексей Яковлевич 1983 г.в., проходил службу в СибВО, ЗГВ, затем более 20 лет отдал службе в родном Вузе, пройдя путь от командира взвода курсантов до доцента юридической кафедры, подполковник запаса, кандидат юридических наук, доцент, заведующий кафедрой Курганского филиала РАНХиГС.
- Ефимов, Александр Анатольевич 1988 г.в., — российский тренер и судья по пауэрлифтингу. Заслуженный тренер России (2000), судья международной категории (2001) по пауэрлифтингу.
- Ивлев, Леонид Григорьевич 1975 г.в., диплом с отличием, кандидат философских наук, доцент, генерал-майор авиации, до 1996 года служил в ВВС. С 1996 года в Администрации Президента России — заместитель начальника Управления Президента Российской Федерации по внутренней политике в 2000—2007 годах, член Центральной избирательной комиссии Российской Федерации (2007 год), заместитель Председателя Центральной избирательной комиссии Российской Федерации (2008—2016 годы)[27], кандидат в мастера спорта СССР по лыжным гонкам и спортивному ориентированию. Награждён орденом "За заслуги перед Отечеством 4-й степени, орденом Почёта, орденом «За верность долгу», медалью ордена «За заслуги перед Отечеством» II степени, четырьмя Благодарностями Президента Российской Федерации, 12 медалями, Почётной грамотой Правительства Российской Федерации, Почётным знаком Государственной Думы «За заслуги в развитии парламентаризма». С марта 2016 года — Исполнительный директор Российского общества «Знание».
- Карпенко, Николай Филиппович[укр.] 1977 г.в., педагог, журналист член Национального союза журналистов Украины, исследователь, краевед, общественный и религиозный деятель, есаул Сумского областного общества Соборного казачества Украины «Сич».
- Кердан, Александр Борисович 1978 г.в., диплом с отличием и золотая медаль, российский прозаик и поэт, доктор культурологии, кандидат философских наук, сопредседатель правления Союза писателей России, координатор Ассоциации писателей Урала. Полковник запаса. Награждён орденом Дружбы, 22 медалями, знаком ЦК ВЛКСМ «Воинская доблесть». Заслуженный работник культуры Российской Федерации. Лауреат Большой литературной премии России, многих всероссийских и международных литературных премий, всероссийских телевизионных конкурсов патриотической песни. Почётный гражданин города Коркино Челябинской области. Почётный профессор Уральского института бизнеса имени И. А. Ильина.
- Князькин, Виктор Николаевич 1981 г.в., русский писатель (литературный псевдоним Николаев), лауреат Большой литературной премии России (2002). Член Союза писателей России. Майор запаса, участник боевых действий в Афганистане, кавалер ордена Красной Звезды.
- Лапин, Игорь Александрович 1992 г.в., украинский военный деятель, командир роты «Запад» 24-го батальона территориальной обороны «Айдар» ВСУ. Адвокат, член квалификационно-дисциплинарной комиссии адвокатуры Волынской области. Народный депутат Верховной Рады Украины VIII созыва.
- Лопатин, Владимир Николаевич 1981 г.в. с золотой медалью, советский и российский государственный и политический деятель (народный депутат СССР, заместитель Председателя Государственного комитета РСФСР по общественной безопасности и взаимодействию с Минобороны СССР и КГБ СССР, депутат Вологодского областного совета народных депутатов, депутат Государственной Думы Федерального Собрания РФ второго созыва, первый заместитель главы администрации Вологодской области, старший помощник Генерального прокурора РФ — полномочный Представитель Генерального прокурора РФ в Федеральном Собрании РФ), доктор юридических наук, профессор, государственный советник юстиции 3-го класса. По итогам Всероссийского конкурса в 2010—2016 гг. пять раз удостоен почётного знака «Учёный года России», заслуженный деятель науки Российской Федерации.
- Микаилов, Самир Мурсалович, 1991 г.в., кандидат юридических наук, доцент, полковник полиции, автор 4-х монографий, учебных пособий и более 50-ти научных трудов в области юриспруденции.
- Мельник, Анатолий Иванович[укр.] 1975 г.в., доктор философских наук, Глава Черниговского областного совета (укр.).
- Натаров Сергей Васильевич 1992 г.в., депутат Государственной Думы РФ седьмого созыва (с 2016 г.), первый заместитель председателя комитета ГД по охране здоровья, член фракции ЛДПР.
- Салий, Александр Иванович 1976 г.в., депутат Государственной думы РФ второго и третьего созывов (1995—2003) от КПРФ.
- Скиба, Валерий Владимирович 1974 г.в., генерал-майор милиции, заместитель начальника ГУВД по Ставропольскому краю — начальник милиции общественной безопасности.
- Слабенко, Сергей Иванович 1988 г.в., украинский политик, народный депутат Верховной рады Украины IV созыва.
- Сладков, Александр Валерьевич 1987 г.в., российский журналист, спецкорреспондент студии общественно-политических программ ВГТРК. Специализируется на освещении военных событий и кризисных ситуаций.
- Штефан Николай Владимирович, 1980 г.в., заместитель председателя Донецкой областной организации ДОСААФ по организационно-массовой, военно-патриотической и спортивной работе (2003-2008, 2011-2015), уполномоченный представитель Государственного Комитета Украины по делам ветеранов в Донецкой области (2008-2011), председатель Донецкой областной организации ветеранов (2012-2023), Донецкой региональной организации ветеранов (с 2023 г.)
- Шумков, Вадим Олегович 1986 г.в., заместитель губернатора Курганской области — руководитель аппарата правительства Курганской области[28] .
- Якубович, Игорь Валентинович[укр.] 1987 г.в., первый заместитель начальника Главного управления экономики Винницкой областной государственной администрации (2002—2003), начальник Главного управления экономики Винницкой ОГА (2003—2004), главный консультант отдела взаимодействия с местными органами государственной власти Администрации президента Украины, заместитель директора Департамента инженерно-технического обеспечения — начальник Государственной инспекции по надзору за техническим состоянием машин Министерства аграрной политики Украины, заместитель Министра аграрной политики Украины[29], генеральный директор Аграрного фонда Украины[укр.] (укр.), генеральный директор публичного акционерного общества «Государственная продовольственно-зерновая корпорация Украины» (укр.).
- Яцкин, Андрей Владимирович 1990 г.в., кандидат юридических наук, доцент, заслуженный юрист Российской Федерации, действительный государственный советник Российской Федерации 1 класса, глава секретариата заместителя главы Администрации Президента РФ, заместитель руководителя Аппарата правительства Российской Федерации, полномочный представитель Правительства РФ[30] в Совете Федерации Федерального Собрания Российской Федерации, член Центрального Совета Ассоциации Юристов России.